# 必殺仕事人2015
『必殺仕事人2015』（ひっさつしごとにん にせんじゅうご）は、2015年11月29日21時 - 23時10分にテレビ朝日系で放送されたABC・テレビ朝日・松竹共同製作のテレビ時代劇である。主演は東山紀之。必殺シリーズのスペシャルドラマである。

## 概要
前作の『必殺仕事人2014』から引き続き、東山紀之、松岡昌宏、知念侑李、和久井映見らが出演。本作では流しの仕事人役で遠藤憲一と山本美月が出演した。遠藤の必殺シリーズへの出演は1985年の『必殺仕事人V』最終話以来で、仕事人役は初めてである。本作では夫婦愛をテーマとして描いている。
関東地区では10.7%の視聴率を記録した。

## あらすじ
ある日のこと、江戸時代の風習の1つである「後妻打ち」の仲裁役を任された小五郎であったが、女たちの熾烈な争いに巻き込まれて散々な目に遭う。その夜、ふくに女たちへの愚痴を零すのだが、小五郎の言い分に反発したふくは家を飛び出してしまう。
その夜、縁切り寺として知られる「縁天寺」が謎の浪人の襲撃に遭い皆殺しにされてしまう。それから間もなく、寺社奉行、江田島兼良の鶴の一声で、燕天という僧が縁天寺の住職として就任する。ところが燕天はとんだ生臭坊主で、縁天寺に逃げ込んできた女たちは燕天や江田島によって弄ばれていた。
同じ頃、流れの仕事人、瓦屋の陣八郎と泣きぼくろのお宮の夫婦が江戸に現れる。彼らのことを知っているお菊は「あいつらとだけはとは関わるべからず」と忠告する。

## キャスト

### 仕事人
渡辺小五郎（わたなべ しょうごろう）
演 - 東山紀之
本町奉行所の同心。後妻打ちの仲裁を引き受けるが女たちの勢いに負けて、散々な目に遭う。その事で、妻のふくと口論になり、仲違いしてしまう。
当初は「清々した」等と軽口を叩いていたが、その矢先に縁切り寺で殺人事件が起きた事で、ふくの行方を心配し、不安に駆られる。
経師屋の涼次（きょうじやのりょうじ）
演 - 松岡昌宏
金を借りに、お菊の家へ行くが断られる。その後、賭場へ行き、大勝ちし、お菊から話に聞いていた、瓦屋の陣八郎と出会う。
お宮が殺され、悲しみに暮れる陣八郎を一喝し、彼に代わり、お宮を弔うための墓標を造り、終盤では殺された母と姉の恨みを晴らしたいと願う少女 ゆいに対し、三番筋で依頼するように勧める。
縁天寺に潜入したお菊の後を追って、自身も潜入し、結果的に彼女の窮地を救い、その礼として、下関産のふぐを要求し、エンディングではお菊から約束通り提供されたふぐをリュウに振る舞おうとする。
リュウ
演 - 知念侑李
前作で寺の跡継ぎとして働く修行僧であったが、住職である父と許嫁を殺されたことをきっかけに裏の世界に足を踏み入れた。
本作では涼次の行った賭場で雑役夫として働き、そこの支度部屋で見かけた髪結いのお宮が物置き部屋に置かれた琴を弾いているところに出くわす。そして縁切り寺で殺人事件が発生し、いち早く異変に気付く。
かつて自らも修行僧であったため、僧の身でありながら私利私欲に染まっている末松に対しては怒りともとれる感情を露わにし、末松を仕留める際には「あんたには、これは似合わない」と彼の数珠を奪い取った。
花御殿のお菊（はなごてんのおきく）
演 - 和久井映見
仕事人の元締。スリを働いて南町奉行所に捕らえられたお宮と陣八郎を2人の身元引受人として迎えに行く。小五郎や涼次には、陣八郎とあまり関わらないよう忠告している。
縁天寺から逃れたゆいを保護して彼女から仕事の依頼を受けるも、ゆいが言葉を話せなくなっていたため、誰が仕事の的なのか判らず、情報を探るべく縁天寺に潜入するが、そこで思わぬ窮地に立たされる。
泣きぼくろのお宮（なきぼくろのおみや）
演 - 山本美月
琴の爪で相手を仕留める仕事人。目元には泣きぼくろがある。本職は髪結いだが、掏摸（スリ）にも手を染めている。故郷の村を山賊に襲われ、一人だけ生き残ったところを、偶然、村を通りかかった陣八郎と出会い、陣八郎がお宮に握り飯を分け与えたことをきっかけにお宮が陣八郎に付いて行く形で行動を共にし、のちに夫婦となる。
過去のトラウマで、言葉が話せない。夫の陣八郎への不快を表わす者に対しては敵意を露わにする。勘吉の仇討ちの仕事で土門組へ潜入した際に陣八郎を庇い、雉沢に斬られ、息絶える。
瓦屋の陣八郎（かわらやのじんぱちろう）
演 - 遠藤憲一
背中に天女の刺青がある瓦職人崩れの仕事人で、お宮の夫。妻のお宮の収入で博打を打ち、女を買うなどしている等、一見ろくでなしに見えるが、女を食い物にする悪人達に怒りを露わにするなど、根は義侠心に厚く、人情深い性格で、お宮の事も心から愛している。昔、お菊と組んでいたことがある。
中盤の土門組を的にした仕事の際にお宮を殺された事で、一時は失意に暮れるあまりに自暴自棄になるも、涼次やお菊からの叱咤や、縁天寺から一人逃れた少女 ゆいにお宮の姿を重ねた事で再起し、縁天寺関係者を的にした仕事に加わる。その際、刺青の天女の目元にお宮と同じ泣きぼくろを彫り足している。黒幕である江田島を仕留めた後、お宮の仇である雉沢が小五郎に斬られる様を見届ける。その際、お宮の無念が晴れるかのように、刺青の泣きぼくろから一滴の血が涙のように流れ出ていた。
エンディングでは、先に涼次が造っていた墓標をお宮の墓に建て、改めてお宮を弔った。

### その他
増村倫太郎（ますむら りんたろう）
演 - 生瀬勝久
本町奉行所の与力で、小五郎の上司。縁切り寺での事件で寺社奉行所の江田島から圧力をかけられ、及び腰になる。
中盤では後妻打ちの仲裁を頼まれ、得意満面になるが、小五郎と同じく、女たちを止める事が出来ず、酷い目に遭う。
結城新之助（ゆうき しんのすけ）
演 - 田口浩正
本町奉行所の同心で、小五郎の同僚。お上のいいなりである奉行所勤めに苦々しい思いをしている上に、夫婦喧嘩をした小五郎に食事をたかられ、家に押しかけられるなど、本作では仕事のみならず、私生活の面でも小五郎にいいように使われる。
家庭の方は相変わらずにぎやかである。
結城はつ（ゆうきはつ）
演 - 久保田磨希
結城新之助の妻。家を訪れた小五郎に何かと気を配る。
渡辺こう
演 - 野際陽子
小五郎の姑。夫婦喧嘩でふくが家を飛び出した後、小五郎の世話を焼くことになる。「離縁となると、婿養子である婿殿（小五郎）が出て行かないとならなくなる」などと、小五郎に対して脅かすような事を言いつつも、ふくと仲直りを後押しする助言を送る。
渡辺ふく
演 - 中越典子
小五郎の妻。知り合いの女房が起こす後妻打ちの仲裁を頼まれ、小五郎に託すが、その失敗が元で、小五郎と言い争いになり、家を飛び出し、縁天寺の門前で逡巡している場面を最後に行方をくらます。

### ゲスト
燕天（えんてん）
演 - 竹中直人
縁切り寺である縁天寺で斬殺事件が起きた後、寺社奉行の江田島によって縁天寺へ派遣された派手な装いの住職。だが裏では夫から逃げて寺を頼って来た女房たちを遊廓へ売り飛ばし、寺から逃げようとする者は部下たちに始末させている。
常に大らかな物腰を崩さないが、その本性は自らの色欲と金欲を満たすためなら不幸に苦しむ人々を騙して虐げることに罪の意識を感じない破戒僧である。
縁天寺で小五郎に大らかな物腰で対峙しつつ隙を突いて斬りかかったが、小五郎の返り討ちに遭い、仕留められる。
江田島兼良（えだじま かねよし）
演 - 中丸新将
寺社奉行。縁天寺に燕天を送り込み、女たちを売った金を吸い上げながら、自身も縁天寺へ女の味見をしに通う。その色欲の根深さは燕天や末松からも侮蔑かつ嘲笑されている。
斬殺事件については町奉行に介入させないための圧力をかける。
お宮を殺害した縁天寺一派の黒幕の1人であるため、お宮の仇討ちに燃える陣八郎に「最期くらいは世間を下から見て見ろ」と告げられ、仕留められる。
末松（すえまつ）
演 - 細田善彦
燕天の腹心で縁天寺の小僧。燕天から指示を受けて部下たちを取りまとめ、女たちを管理している。上辺では実直で真面目な僧を演じている。だが本性は寺から脱出に失敗して死んだ女を罵倒したり、昼間から堂々と酒場に入ろうとするなど傲慢と煩悩の権化で、言葉遣いも非常に粗暴。反面、雉沢がお菊の気配を察して抜刀した際には激しく動揺したり、リュウに仕留められる間際には取り乱して命乞いをするなど、本質的には小心者である。
雉沢清十郎（きじさわ せいじゅうろう）
演 - 丸山智己
燕天に雇われている無口な浪人。小五郎と互角に渡り合うほどの剣術の技量を持ち、勘も非常に鋭く女子供にも容赦ない。縁天寺の斬殺事件の実行犯でもあり、中盤では土門組の仕事にかかる陣八郎に襲いかかり、陣八郎を庇ったお宮を斬殺したほか、寺を逃げ出したみさとの逃亡先に先回りして彼女を始末したり、縁天寺を偵察していたお菊の存在に気づいて彼女を一時ながら窮地に追いやった。
縁天寺で小五郎と一進一退の攻防を繰り広げるも一瞬の隙を突かれ、敗死した。また、この混乱に乗じて寺に幽閉されていた女たちは全員逃げ出した。
梅助（うめすけ）
演 - 深沢敦
女装した女衒。燕天とも懇意で、縁天寺へ駆け込んだ女たちを買い取り、女郎に仕立てている。遊郭の女郎たちにはそれなりに丁重に接しているが、縁切り寺へ逃げてきた女たちを「（女房としては）失格」と言い放つなど、やはり女を軽く見ている素振りも見せる。
遊郭で涼次に「女たちが地獄で待っている」と告げられながら仕留められ、遺体は女郎たちに発見された。
お市
演 - 田中美奈子
夫の暴力を逃れ、娘のみさととゆいを連れて縁天寺を訪れた女。みさとを寺から脱走させた際には追手の行く手を妨げ、末松に刺殺される。みさとより体力の無いゆいを逃がすため、事前にゆいには自らの遺体を運ぶ荷車に紛れるよう、指示していた。
みさと
演 - 宮武美桜
お市の娘の1人。燕天に目をつけられて慰み者にされた後、自暴自棄になるもお市に叱咤され、お市が決死の覚悟で考案した脱走計画に乗って寺から脱出するが、一息ついたところを先回りしていた雉沢に斬殺される。
ゆい
演 - 宮武祭
みさとの妹。お市の遺体が遺棄される際、それを載せた荷車に隠れることで寺からの脱出に成功するが、逃げ延びた先でみさとの遺体を発見する。母と姉を亡くしたショックで、お宮と同様に満足に話せなくなり、失意に暮れて入水しようとしていたところを涼次に助けられ、お菊のもとに預けられる。
三番筋で仕事を依頼した後、父の所には戻らないままでお菊の知り合いの尼寺に預けられることになる。
勘吉
演 - 金子貴俊
木綿問屋番頭で、縁天寺に女房が駆け込んだ夫の1人。縁天寺の斬殺事件の濡れ衣を着せられ、周五郎の部下に拉致されたうえ、自殺に見せかけて殺害される。
周五郎
演 - やべきょうすけ
土門組親分であるやくざ者の目明かし。斬殺事件が起き、下手人として勘吉が手配された後、子分たちに勘吉を拉致・殺害させる。実は江田島の息がかかっており、縁天寺の斬殺事件の下手人をでっち上げることを依頼され、勘吉に罪を着せ殺害したことが判明する。
その後、勘吉の母親からの依頼を受けた仕事人に押し入られ、自身は小五郎に斬られる。
周五郎の部下
演 - デビット伊東、脇知弘
勘吉を無理に連れ去ろうとする場を陣八郎に目撃される。勘吉の母親からの依頼を受けた仕事人に押し入られ、1人は涼次、もう1人はリュウに、他の部下たちは陣八郎とお宮によって全員仕留められ、土門組は壊滅した。
その他
柳ゆり菜、喜多ゆかり（ABCアナウンサー）、赤﨑夏実

## 殺し技
渡辺小五郎
大刀で悪人を斬る、刺す。基本的には居合を駆使して、反撃の隙を与えずに一太刀で仕留めるが、相応の手練を相手にする際には激しく剣を交える。
BGM「中村主水のテーマ」に乗せて仕事を遂行する。
経師屋の涼次
悪人の背後に回り、仕込み筆から抜き出した長い錐を相手の肩口から深く突き刺し、心臓まで到達させ、血を体内に噴出させる。
BGM「闇夜に仕掛ける」に乗せて仕事を遂行する。
リュウ
懐剣で、悪人の急所を突き刺す。
前回の時点では技と呼べる程、洗練されていなかったが、本作では軽い身のこなしを活かした神出鬼没な動きで相手を翻弄しながら仕留めるだけの技量を得ている。その際、『必殺仕事人2009』で仕立て屋の匳も使っていた、足で相手の体を固定させる技を見せている。
新録音源集収録の「決意」をBGMに乗せて仕事を遂行する。
泣きぼくろのお宮
俊敏な動きで舞うように立ち回りながら、琴の爪を駆使して、悪人の首を切り裂く。琴の弦を使い、相手の首を絞め、動きを拘束する事もある。
BGM「仕置のテーマ」に乗せて仕事を遂行する。
瓦屋の陣八郎
体術で悪人を叩き伏せ、喉仏等の急所への打撃で致命傷を与える。さらに確実に仕留める仕事の際は、表稼業で使用するたがねをメリケンサックのように用いて、瓦割りの要領で相手の額を線を描くようになぞってから、その中心を突く事で頭蓋骨を砕く。
BGM「いざ行かん」に乗せて仕事を遂行する。

## テレビアニメとのコラボレーション
- 2015年11月20日、11月27日のテレビアニメ『クレヨンしんちゃん』で、本作品とのクロスオーバーアニメを2週にわたり、放送した[5]。放映作品のサブタイトルは11月20日は「仕事人に頼んだゾ」、11月27日は「おら仕事人だゾ」である。東山が渡辺小五郎役で声の出演をしたほか、データ放送連動ゲーム「東西南北HIPでYO!」にも着ぐるみの野原しんのすけと参加した。「仕事人に頼んだゾ」では父の野原ひろしから仕事を受けるも、ひろしの息子である野原しんのすけと共に父の給料をしぼり取っている恐妻の母である野原みさえに恐々する（結果的にしんのすけはいつも通りにみさえからグリグリ攻撃を食らう羽目になり〈しんのすけが大好物のチョコビを勝手に食べようとして寝ていたみさえに見つかった為〉、そのみさえの迫力を見ていた小五郎はこうとふくと同じように「どこも母上と女房は強えや…」とぼやいたというオチになった）。翌週の「おら仕事人だゾ」ではさまざまな仕事人に扮した「かすかべ防衛隊」が悪人であるふたば幼稚園の高倉園長先生を追い詰め、とどめに小五郎が刀を抜くも、「危ないから」という形で刃を花束に変化させられてしまい、小五郎が「（花束に）変えたら仕事ができねぇだろうが!」と笑われた皆を怒ったというオチになった。

## スタッフ
- 脚本 - 寺田敏雄
- 監督 - 石原興
- 音楽 - 平尾昌晃
- ゼネラル プロデューサー - 森山浩一（ABC）、内山聖子（テレビ朝日）
- チーフ プロデューサー - 武田功（松竹）
- プロデューサー - 飯田新（ABC）、山川秀樹（テレビ朝日）、渡邊竜（松竹）
- 制作 - ABC、テレビ朝日、松竹